# فردریکسبر، کمون دانمارک
فردریکسبر (به دانمارکی: Frederiksberg Municipality) یک ناحیهٔ شهری و شهرداری در دانمارک است که در استان هوودستادن واقع شده‌است.

## خصوصیات

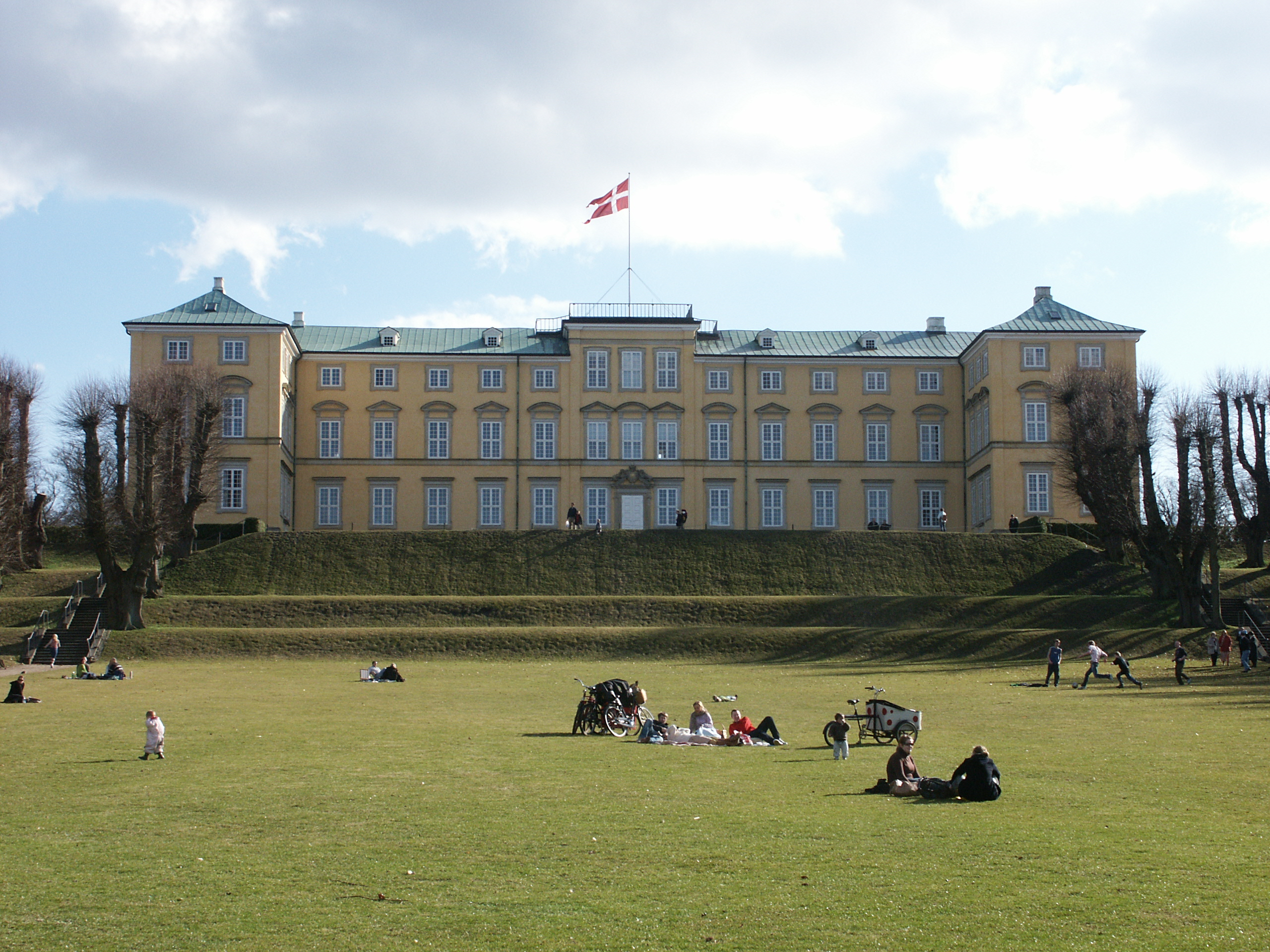
کاخ فردریکسبر

فردریکسبر ۱۰۴٬۵۳۸ نفر جمعیت دارد. این شهرداری در جزیره شیلند و بخشی از شهر کپنهاگ است که توسط شهرداری کپنهاگ احاطه شده است. 

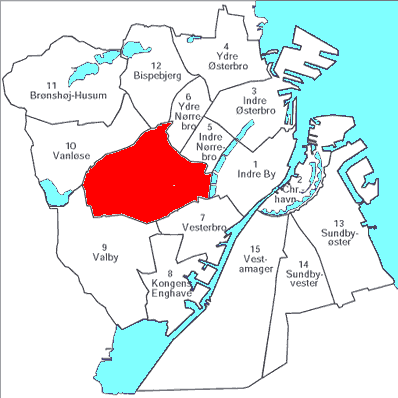
موقعیت در نقشه در کپنهاگ

## خواهرخوانده
شهرهای زیر خواهرخواندهٔ شهرداری فردریکسبرگ هستند:
- بروم، نروژ
- اوپسالا، استان اوپسالا، سوئد
- هامینلینا، استان فنلاند جنوبی، فنلاند
- هافنارفیورذور، ایسلند
- سسیس، لتونی
- تارتو، استونی